# Alfred Lundbergs sällskap
Alfred Lundbergs sällskap var ett resande teatersällskap under ledning av Alfred Lundberg, verksamt åren 1905–1911.
Alfred Lundberg hade redan 1896 gästat landsortens teatrar med en turné av mera lyriskt än dramatiskt slag. Denna uppsättning hette "Bellmanskvartetten" och bestod av honom själv, hans hustru Maria Lundberg (född Romdahl) som tidigare varit operettsångerska, hennes dotter i ett tidigare äktenskap Hedvig Lindby samt makarnas dotter Signe Lundberg (senare Lundberg-Settergren). Dessa fyra bildade sedan även stommen i Alfred Lundbergs sällskap. Särskilt var det de båda halvsystrarna som bidrog till sällskapets framgång.
Hedvig Lindby hade innan sällskapet bildades även haft engagemang hos Hjalmar Selanders och Carl Deurells turnerande sällskap.
Sällskapets repertoar var av hög genomsnittsnivå. Bland uppsättningarna fanns "Rövarbandet", "Midsommareld", "Ambrosius", "Barberaren i Sevilla" och "Biltog". De hade även en lättare repertoar med bl.a. ett par Jules Verne-dramatiseringar, "Tsarens kurir" och "Jorden runt på 80 dagar". I sistnämnda gjorde Alfred Lundberg själv en av sina bästa roller som Phileas Fogg.
Bland de många som ingick i sällskapets ensemble genom åren kan nämnas Ernst Öberg, Arvid Dahlberg, Anders Frithiof, Carl Engström, Axel Lundquist, Theodor Berthels, Uno Weilerz, Helge Olsén, Edwin Janse och Ellen Ädelstam. Skådespelerskan Tollie Zellman gjorde här sin scendebut.